# プレスト (ラッシュのアルバム)
『プレスト』 (Presto) は、カナダ出身のロックバンド、ラッシュの13作目のスタジオ・アルバム。
アトランティック・レコードに移籍後初のアルバム。
共同プロデューサーにピーター・コリンズを迎えようとしたがスケジュールが合わず断念。いくつもの候補の中から、様々なアーティストとの経験があるイギリス人のプロデューサー、ソングライター、キーボーディストのルパート・ハインを迎えた。当時、70枚以上のレコードのプロデュースに加え、自分でも15枚ほどのアルバムを作ってきた人物で、このような経験、アイデアと熱意が、特にキーボードとボーカルのアレンジの分野で、キーパーソンとなった。
今作からシンセサイザーを減らし、ギター主体のアレンジへ回帰し、歌詞では重いメッセージ性の強いものはなくなり、緩いアプローチを採用している。
リードシングル「Show Don't Tell」はアメリカのアルバム・ロック・チャートで1位を獲得した。
ニール・パートが使用した機材は、ハードウェアがLudwig、Tama、Pearl、Premierなどを組み合わせたハイブリッドセットを使用。シンバルはチャイナを除き、すべてジルジャン製。電子キットはddrumのパッド、Sharkのフットペダル、Yamaha midiコントローラー、Akai S900を組み合わせている。

## 背景
アレックス・ライフソンとゲディ・リーは音楽の方向性について話し合った際、バンドのサウンド、感情、エネルギーの核はギターからきており、「プレスト」ではそこへ戻りたいということで意見が一致した。
難産だった前作までと異なり、1日1曲で10日間のプリプロダクション作業の予定が、わずか1日半で完了し、予定よりも4週間程度早く完成した。

## 収録曲
| 全作詞: ニール・パート、全作曲: アレックス・ライフソン ＆ ゲディ・リー。 |                         |                |                                        |      |
| #                                                                        | タイトル                | 作詞           | 作曲・編曲                             | 時間 |
| 1.                                                                       | 「Show Don't Tell」     | ニール・パート | アレックス・ライフソン ＆ ゲディ・リー | 5:01 |
| 2.                                                                       | 「Chain Lightning」     | ニール・パート | アレックス・ライフソン ＆ ゲディ・リー | 4:33 |
| 3.                                                                       | 「The Pass」            | ニール・パート | アレックス・ライフソン ＆ ゲディ・リー | 4:52 |
| 4.                                                                       | 「War Paint」           | ニール・パート | アレックス・ライフソン ＆ ゲディ・リー | 5:24 |
| 5.                                                                       | 「Scars」               | ニール・パート | アレックス・ライフソン ＆ ゲディ・リー | 4:07 |
| 6.                                                                       | 「Presto」              | ニール・パート | アレックス・ライフソン ＆ ゲディ・リー | 5:45 |
| 7.                                                                       | 「Superconductor」      | ニール・パート | アレックス・ライフソン ＆ ゲディ・リー | 4:47 |
| 8.                                                                       | 「Anagram (For Mongo)」 | ニール・パート | アレックス・ライフソン ＆ ゲディ・リー | 4:00 |
| 9.                                                                       | 「Red Tide」            | ニール・パート | アレックス・ライフソン ＆ ゲディ・リー | 4:29 |
| 10.                                                                      | 「Hand Over Fist」      | ニール・パート | アレックス・ライフソン ＆ ゲディ・リー | 4:11 |
| 11.                                                                      | 「Available Light」     | ニール・パート | アレックス・ライフソン ＆ ゲディ・リー | 5:03 |

## チャート
| Year | Chart                | 最高順位 |
| ---- | -------------------- | -------- |
| 1989 | Billboard 200        | 16       |
| 1989 | 全英アルバムチャート | 27       |